# Monossido di silicio
Il monossido di silicio è un ossido del silicio. A temperatura ambiente si presenta come un solido marrone inodore.
È usato sotto alto vuoto per colorare materie plastiche o di vetro.

## Formazione di SiO
Il primo articolo accurato sulla formazione di SiO risale al 1887 redatto dal chimico Charles F. Maybery (1850–1927) al Case School of Engineering in Cleveland. Maybery pubblicò la formazione di SiO come una sostanza giallo-verde amorfa con lucentezza vitrea quando la silice veniva ridotta con carbone in assenza di metalli in un forno.La sostanza è stata sempre notata all'interfaccia tra il carbone e le particelle di silice. Studiando alcune sue proprietà chimiche, come la gravità specifica, e l'analisi della combustione, Maybery dedusse che doveva essere SiO. L'equazione chimica della riduzione parziale di SiO2 con C è la seguente:
SiO2+ C ⇌ SiO + CO
La riduzione completa di SiO2 con il doppio della quantità di carbonio produce silicio elementare e il doppio della quantità di monossido di carbonio.
SiO2+ 2C ⇌ Si+ 2CO
Nel 1890, il chimico tedesco Clemens Winkler (lo scopritore del germanio) fu il primo a provare a sintetizzare SiO riscaldando diossido di silicio con silicio in un forno a combustione.
SiO2+ Si ⇌ 2 SiO
Ebbene, Winkler non era in grado di produrre il monossido poiché la temperatura della miscela era solo intorno 1000 °C. L'esperimento fu ripetuto nel 1905 da Henry Noel Potter (1869–1942), un ingegnere della Westinghouse. Usando una fornace elettrica, Potter riuscì ad ottenere una temperatura di 1700 °C e osservò la formazione di SiO.Potter ha anche studiato le proprietà e le applicazioni della forma solida di SiO.
Dovuto alla volatilità dell'SiO, la silice può essere rimossa dalle rocce o dai minerali col metodo di riscaldarli con silicio per produrre SiO gassoso.Tuttavia, a causa delle difficoltà associate alla misurazione accurata della sua pressione di vapore e alla dipendenza dalle specifiche del progetto sperimentale, sono stati riportati vari valori nella letteratura per la tensione di vapore di SiO(g). Per il pSiO sopra silicio fuso in un crogiolo di quarzo (SiO2) al punto di fusione del silicio, uno studio ha fornito un valore di 0.002 atm. Per la vaporizzazione diretta di SiO
solido puro, amorfo, è stata utilizzata una pressione di 0.001 atm.Per un sistema di rivestimento, al confine di fase tra SiO2 e un siliciuro, si è notata una pressione di 0,01 atm. La silice stessa, o refrattari contenenti SiO2, si possono ridurre con H2 o CO ad alta temperatura, e.g.:
SiO2(s) + H2(g) ⇌ SiO(g) + H2O(g)
Quando il prodotto SiO si volatilizza (viene rimosso), l'equilibrio della reazione si sposta a destra, ne risulta un consumo continuo di SiO2. Basato sulla dipendenza del tasso di perdita di peso di silice sulla velocità del flusso del gas normale all'interfaccia, la velocità di questa riduzione sembra essere controllata da diffusione convettiva o da trasferimento di massa dalla superficie di reazione.